# Specie di Selenopidae
Di seguito sono descritte tutte le 256 specie della famiglia di ragni Selenopidae note a giugno 2014.

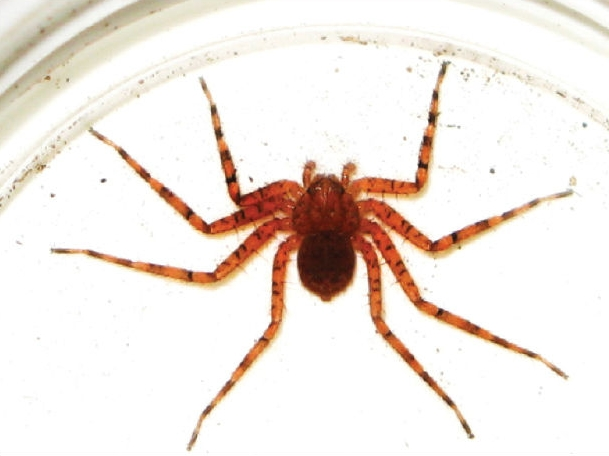
Karaops martamarta

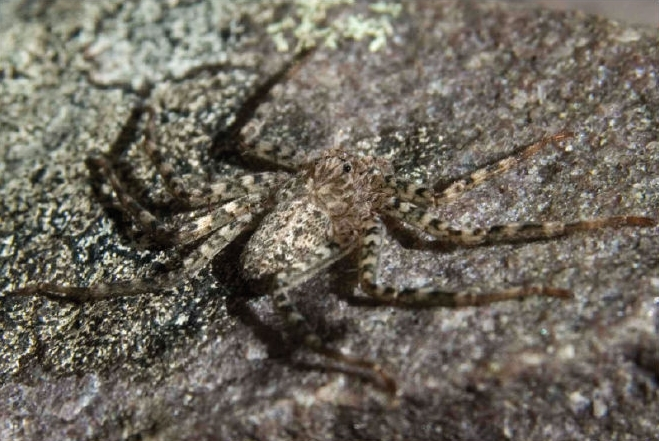
Karaops toolbrunup

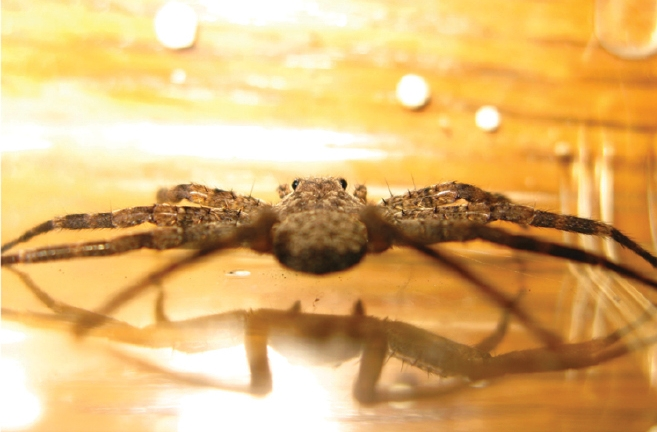
Selenops bifurcatus

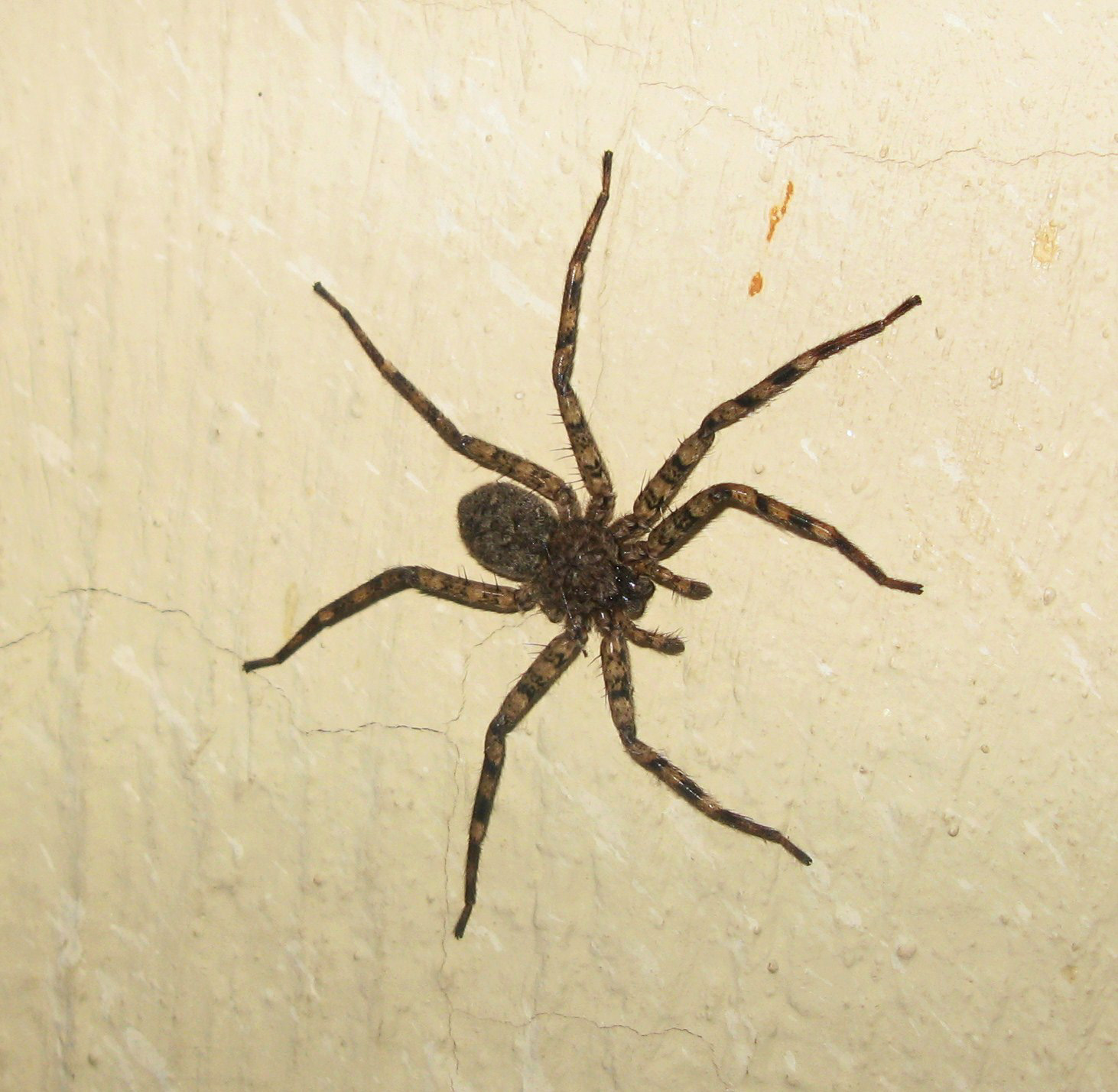
Selenops gracilis

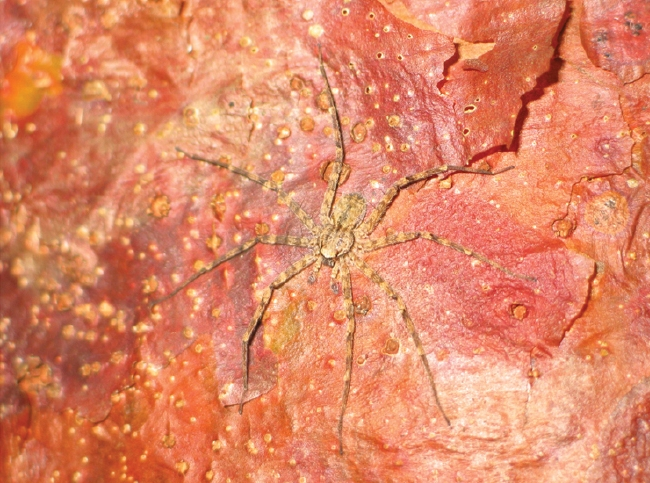
Selenops lindborgi

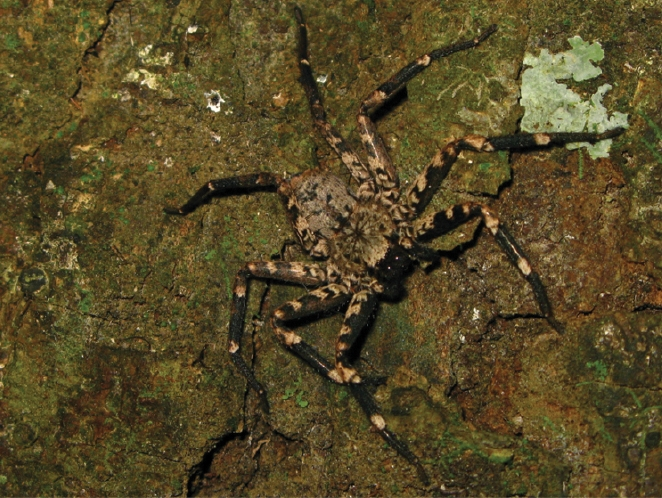
Selenops mexicanus

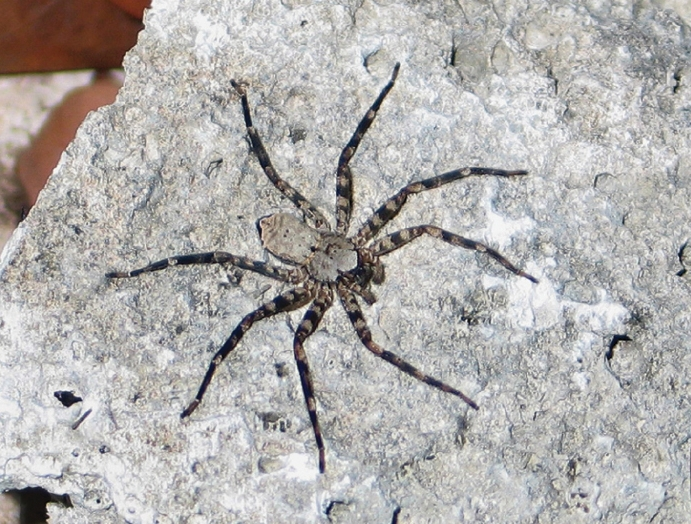
Selenops simius

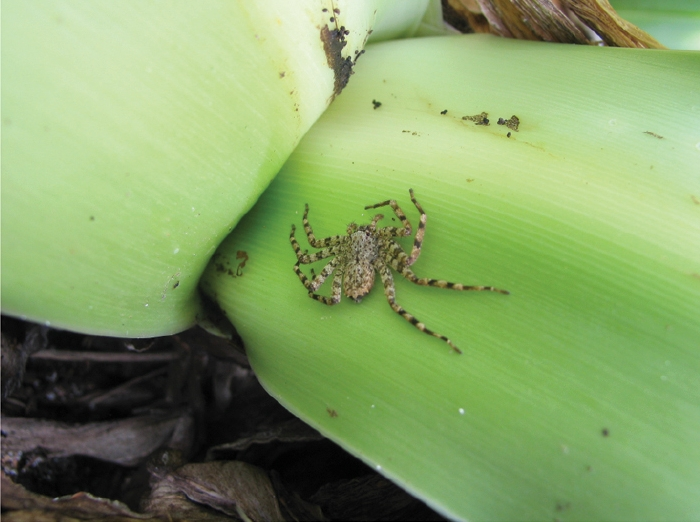
Selenops souliga

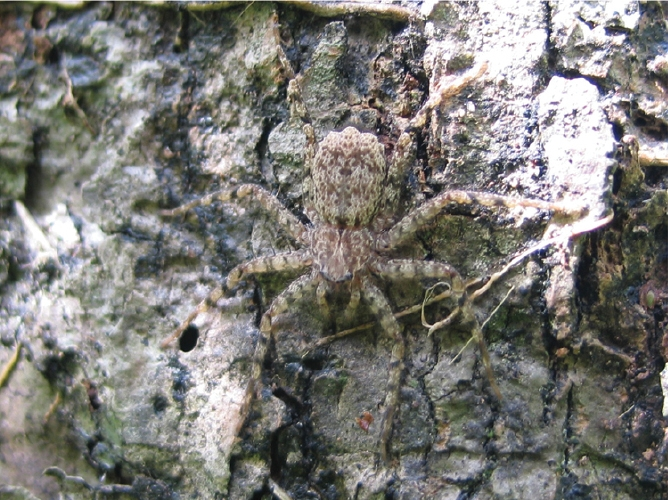
Selenops willinki

## Amamanganops
Amamanganops Crews & Harvey, 2011
- Amamanganops baginawa Crews & Harvey, 2011 — Filippine

## Anyphops
Anyphops Benoit, 1968
- Anyphops alticola (Lawrence, 1940) — Sudafrica
- Anyphops amatolae (Lawrence, 1940) — Sudafrica
- Anyphops atomarius (Simon, 1887) — Africa meridionale
- Anyphops barbertonensis (Lawrence, 1940) — Somalia, Sudafrica
- Anyphops barnardi (Lawrence, 1940) — Zimbabwe
- Anyphops basutus (Pocock, 1901) — Lesotho
- Anyphops bechuanicus (Lawrence, 1940) — Botswana
- Anyphops benoiti Corronca, 1998 — Madagascar
- Anyphops braunsi (Lawrence, 1940) — Sudafrica
- Anyphops broomi (Pocock, 1900) — Sudafrica
- Anyphops caledonicus (Lawrence, 1940) — Sudafrica
- Anyphops capensis (Lawrence, 1940) — Sudafrica
- Anyphops civicus (Lawrence, 1940) — Sudafrica
- Anyphops decoratus (Lawrence, 1940) — Sudafrica
- Anyphops dubiosus (Lawrence, 1952) — Sudafrica
- Anyphops dulacen Corronca, 2000 — Namibia
- Anyphops fitzsimonsi (Lawrence, 1940) — Sudafrica
- Anyphops gilli (Lawrence, 1940) — Sudafrica
- Anyphops helenae (Lawrence, 1940) — Sudafrica
- Anyphops hessei (Lawrence, 1940) — Sudafrica
- Anyphops hewitti (Lawrence, 1940) — Sudafrica
- Anyphops immaculatus (Lawrence, 1940) — Sudafrica
- Anyphops karrooicus (Lawrence, 1940) — Sudafrica
- Anyphops kivuensis Benoit, 1968 — Congo
- Anyphops kraussi (Pocock, 1898) — Sudafrica
- Anyphops lawrencei (Roewer, 1951) — Sudafrica
- Anyphops leleupi Benoit, 1972 — Sudafrica
- Anyphops lesserti (Lawrence, 1940) — Sudafrica
- Anyphops lignicola (Lawrence, 1937) — Sudafrica
- Anyphops lochiel Corronca, 2000 — Sudafrica
- Anyphops longipedatus (Roewer, 1955) — Sudafrica
- Anyphops lucia Corronca, 2005 — Sudafrica
- Anyphops lycosiformis (Lawrence, 1937) — Sudafrica
- Anyphops maculosus (Lawrence, 1940) — Sudafrica
- Anyphops marshalli (Pocock, 1902) — Sudafrica
- Anyphops minor (Lawrence, 1940) — Sudafrica
- Anyphops montanus (Lawrence, 1940) — Sudafrica
- Anyphops mumai (Corronca, 1996) — Sudafrica
- Anyphops namaquensis (Lawrence, 1940) — Namibia
- Anyphops narcissi Benoit, 1972 — Swaziland
- Anyphops natalensis (Lawrence, 1940) — Sudafrica
- Anyphops ngome Corronca, 2005 — Sudafrica
- Anyphops parvulus (Pocock, 1900) — Congo, Sudafrica
- Anyphops phallus (Lawrence, 1952) — Sudafrica
- Anyphops pococki (Lawrence, 1940) — Sudafrica
- Anyphops purcelli (Lawrence, 1940) — Sudafrica
- Anyphops regalis (Lawrence, 1940) — Sudafrica
- Anyphops reservatus (Lawrence, 1937) — Sudafrica
- Anyphops rubicundus (Lawrence, 1940) — Sudafrica
- Anyphops schoenlandi (Pocock, 1902) — Sudafrica
- Anyphops septemspinatus (Lawrence, 1937) — Sudafrica
- Anyphops septentrionalis Benoit, 1975 — Camerun
- Anyphops sexspinatus (Lawrence, 1940) — Namibia
- Anyphops silvicolellus (Strand, 1913) — Africa centrale
- Anyphops smithersi (Lawrence, 1940) — Lesotho
- Anyphops spenceri (Pocock, 1896) — Sudafrica
- Anyphops sponsae (Lessert, 1933) — Congo, Angola
- Anyphops stauntoni (Pocock, 1902) — Isola di Sant'Elena, Sudafrica
- Anyphops stridulans (Lawrence, 1940) — Sudafrica
- Anyphops thornei (Lawrence, 1940) — Sudafrica
- Anyphops transvaalicus (Lawrence, 1940) — Sudafrica
- Anyphops tuckeri (Lawrence, 1940) — Sudafrica
- Anyphops tugelanus (Lawrence, 1942) — Sudafrica
- Anyphops whiteae (Pocock, 1902) — Sudafrica

## Garcorops
Garcorops Corronca, 2003
- Garcorops jocquei Corronca, 2003 — Isole Comore
- Garcorops madagascar Corronca, 2003 — Madagascar
- Garcorops paulyi Corronca, 2003 — Madagascar

## Godumops
Godumops Crews & Harvey, 2011
- Godumops caritus Crews & Harvey, 2011 — Nuova Guinea

## Hovops
Hovops Benoit, 1968
- Hovops antakarana Rodríguez & Corronca, 2014 — Madagascar
- Hovops betsileo Corronca & Rodríguez, 2011 — Madagascar
- Hovops ikongo Rodríguez & Corronca, 2014 — Madagascar
- Hovops legrasi (Simon, 1887) — Madagascar
- Hovops lidiae Corronca & Rodríguez, 2011 — Madagascar
- Hovops madagascariensis (Vinson, 1863) — Madagascar
- Hovops mariensis (Strand, 1908) — Madagascar
- Hovops menabe Rodríguez & Corronca, 2014 — Madagascar
- Hovops merina Corronca & Rodríguez, 2011 — Madagascar
- Hovops pusillus (Simon, 1887) — Madagascar
- Hovops vezo Rodríguez & Corronca, 2014 — Madagascar

## Karaops
Karaops Crews & Harvey, 2011
- Karaops alanlongbottomi Crews & Harvey, 2011 — Australia occidentale
- Karaops australiensis (L. Koch, 1875) — Queensland
- Karaops badgeradda Crews & Harvey, 2011 — Australia occidentale
- Karaops banyjima Crews, 2013 — Australia occidentale
- Karaops burbidgei Crews & Harvey, 2011 — Australia occidentale
- Karaops dawara Crews & Harvey, 2011 — Territorio del Nord
- Karaops deserticola Crews & Harvey, 2011 — Australia meridionale
- Karaops ellenae Crews & Harvey, 2011 — Australia occidentale
- Karaops feedtime Crews, 2013 — Australia occidentale
- Karaops forteyi Crews, 2013 — Australia occidentale
- Karaops francesae Crews & Harvey, 2011 — Australia occidentale
- Karaops gangarie Crews & Harvey, 2011 — Queensland
- Karaops jaburrara Crews, 2013 — Australia occidentale
- Karaops jarrit Crews & Harvey, 2011 — Australia occidentale
- Karaops jenniferae Crews & Harvey, 2011 — Australia occidentale
- Karaops julianneae Crews & Harvey, 2011 — Australia occidentale
- Karaops kariyarra Crews, 2013 — Australia occidentale
- Karaops karrawarla Crews & Harvey, 2011 — Australia occidentale
- Karaops keithlongbottomi Crews & Harvey, 2011 — Australia occidentale
- Karaops larryoo Crews & Harvey, 2011 — Australia occidentale
- Karaops manaayn Crews & Harvey, 2011 — Nuovo Galles del Sud
- Karaops marrayagong Crews & Harvey, 2011 — Nuovo Galles del Sud
- Karaops martamarta Crews & Harvey, 2011 — Australia occidentale
- Karaops monteithi Crews & Harvey, 2011 — Queensland
- Karaops ngarluma Crews, 2013 — Australia occidentale
- Karaops ngarutjaranya Crews & Harvey, 2011 — Australia meridionale
- Karaops nyamal Crews, 2013 — Australia occidentale
- Karaops nyiyaparli Crews,, 2013 — Australia occidentale
- Karaops pilkingtoni Crews & Harvey, 2011 — Territorio del Nord
- Karaops raveni Crews & Harvey, 2011 — Queensland, Nuovo Galles del Sud
- Karaops toolbrunup Crews & Harvey, 2011 — Australia occidentale
- Karaops umiida Crews, 2013 — Australia occidentale
- Karaops vadlaadambara Crews & Harvey, 2011 — Australia meridionale
- Karaops yindjibarndi Crews, 2013 — Australia occidentale
- Karaops yumbu Crews, 2013 — Australia occidentale
- Karaops yurlburr Crews, 2013 — Australia occidentale

## Makdiops
Makdiops Crews & Harvey, 2011
- Makdiops agumbensis (Tikader, 1969) — India
- Makdiops mahishasura Crews & Harvey, 2011 — India
- Makdiops montigenus (Simon, 1889) — India, Nepal
- Makdiops nilgirensis (Reimoser, 1934) — India
- Makdiops shiva Crews & Harvey, 2011 — India

## Pakawops
Pakawops Crews & Harvey, 2011
- Pakawops formosanus (Kayashima, 1943) — Taiwan

## Selenops
Selenops Latreille, 1819
- Selenops abyssus Muma, 1953 — Messico
- Selenops actophilus Chamberlin, 1924 — USA, Messico
- Selenops aequalis Franganillo, 1935 — Cuba
- Selenops aissus Walckenaer, 1837 — USA, Isole Bahama, Cuba, Martinica, Panama
- Selenops alemani Muma, 1953 — Cuba
- Selenops amona Crews, 2011 — Porto Rico
- Selenops angelae Corronca, 1998 — Ecuador
- Selenops angolaensis Corronca, 2002 — Angola
- Selenops annulatus Simon, 1876 — dal Camerun alla Tanzania
- Selenops ansieae Corronca, 2002 — Sudafrica
- Selenops arikok Crews, 2011 — Aruba
- Selenops aztecus Valdez-Mondragón, 2010 — Messico
- Selenops bani Alayón, 1992 — Hispaniola
- Selenops banksi Muma, 1953 — Panama
- Selenops baweka Crews, 2011 — isole Turks & Caicos
- Selenops bifurcatus Banks, 1909 — Guatemala, Costa Rica, Cuba
- Selenops bocacanadensis Crews, 2011 — Hispaniola
- Selenops brachycephalus Lawrence, 1940 — Zimbabwe, Sudafrica
- Selenops bursarius Karsch, 1879 — Cina, Corea, Taiwan, Giappone
- Selenops buscki Muma, 1953 — Panama
- Selenops cabagan Alayón, 2005 — Cuba
- Selenops camerun Corronca, 2001 — Camerun
- Selenops canasta Alayón, 2005 — Cuba
- Selenops candidus Muma, 1953 — Giamaica
- Selenops caney Alayón, 2005 — Cuba
- Selenops chamela Crews, 2011 — Messico
- Selenops cocheleti Simon, 1880 — da Panama all'Argentina
- Selenops comorensis Schmidt & Krause, 1994 — Isole Comore
- Selenops cristis Corronca, 2002 — Ghana o Namibia
- Selenops curazao Alayón, 2001 — Curaçao (Venezuela)
- Selenops debilis Banks, 1898 — USA, Messico
- Selenops denia Crews, 2011 — Hispaniola
- Selenops dilamen Corronca, 2002 — Congo
- Selenops dilon Corronca, 2002 — Sudafrica
- Selenops duan Crews, 2011 — Hispaniola
- Selenops ducke Corronca, 1996 — Brasile
- Selenops dufouri (Vinson, 1863) — Madagascara, isola di Réunion
- Selenops ecuadorensis Berland, 1913 — Ecuador
- Selenops enriquillo Crews, 2011 — Giamaica, Hispaniola
- Selenops feron Corronca, 2002 — Sudafrica
- Selenops florenciae Corronca, 2002 — Angola
- Selenops formosus Bryant, 1940 — Cuba
- Selenops geraldinae Corronca, 1996 — Venezuela
- Selenops gracilis Muma, 1953 — Messico
- Selenops guerrero Crews, 2011 — Hispaniola
- Selenops hebraicus Mello-Leitão, 1945 — Brasile, Paraguay, Argentina
- Selenops huetocatl Crews, 2011 — Messico
- Selenops iberia Alayón, 2005 — Cuba
- Selenops ilcuria Corronca, 2002 — Camerun, Sudafrica
- Selenops imias Alayón, 2005 — Cuba
- Selenops insularis Keyserling, 1881 — USA, Grandi Antille
- Selenops intricatus Simon, 1910 — Africa occidentale e centrale
- Selenops isopodus Mello-Leitão, 1941 — Colombia
- Selenops ivohibe Corronca, 2005 — Madagascar
- Selenops ixchel Crews, 2011 — Messico
- Selenops jocquei Corronca, 2005 — Costa d'Avorio
- Selenops juxtlahuaca Valdez, 2007 — Messico
- Selenops kalinago Crews, 2011 — Piccole Antille
- Selenops kikay Corronca, 1996 — Brasile
- Selenops kruegeri Lawrence, 1940 — Africa meridionale
- Selenops lavillai Corronca, 1996 — Venezuela, Perù, Brasile
- Selenops lepidus Muma, 1953 — Messico
- Selenops lesnei Lessert, 1936 — Africa orientale e meridionale
- Selenops levii Corronca, 1997 — Brasile
- Selenops lindborgi Petrunkevitch, 1926 — Portorico, Isole Vergini
- Selenops littoricola Strand, 1913 — Africa centrale
- Selenops lobatse Corronca, 2001 — Sudafrica
- Selenops lucibel Corronca, 2002 — Africa meridionale
- Selenops lumbo Corronca, 2001 — Africa orientale
- Selenops makimaki Crews, 2011 — Messico
- Selenops malinalxochitl Crews, 2011 — Messico
- Selenops manzanoae Corronca, 1997 — Brasile
- Selenops maranhensis Mello-Leitão, 1918 — Brasile, Bolivia, Paraguay, Argentina
- Selenops marcanoi Alayón, 1992 — Hispaniola
- Selenops marginalis F. O. P.-Cambridge, 1900 — Messico
- Selenops marilus Corronca, 1998 — Venezuela
- Selenops melanurus Mello-Leitão, 1923 — Brasile
- Selenops mexicanus Keyserling, 1880 — Messico, America centrale
- Selenops micropalpus Muma, 1953 — Dominica
- Selenops minutus F. O. P.-Cambridge, 1900 — Guatemala, Panama
- Selenops morosus Banks, 1898 — Messico
- Selenops morro Crews, 2011 — Hispaniola
- Selenops muehlmannorum Jäger & Praxaysombath, 2011 — Laos
- Selenops nesophilus Chamberlin, 1924 — USA, Messico
- Selenops nigromaculatus Keyserling, 1880 — Messico, Antigua
- Selenops occultus Mello-Leitão, 1918 — Brasile, Paraguay, Argentina
- Selenops oculatus Pocock, 1898 — Vicino Oriente
- Selenops ollarius Zhu, Sha & Chen, 1990 — Cina
- Selenops onka Corronca, 2005 — Angola, Namibia
- Selenops oricuajo Crews, 2011 — Costarica
- Selenops ovambicus Lawrence, 1940 — Africa occidentale, orientale e meridionale
- Selenops oviedo Crews, 2011 — Hispaniola
- Selenops para Corronca, 1996 — Brasile
- Selenops pensilis Muma, 1953 — Hispaniola
- Selenops peraltae Corronca, 1997 — Bolivia
- Selenops petenajtoy Crews, 2011 — Guatemala
- Selenops petrunkevitchi Alayón, 2003 — Giamaica
- Selenops phaselus Muma, 1953 — Hispaniola
- Selenops pygmaeus Benoit, 1975 — Costa d'Avorio, Congo
- Selenops radiatus Latreille, 1819 — Mediterraneo, Africa, India, Myanmar
- Selenops rapax Mello-Leitão, 1929 — Brasile, Argentina
- Selenops rosario Alayón, 2005 — Cuba
- Selenops sabulosus Benoit, 1968 — Gibuti
- Selenops saldali Corronca, 2002 — Ghana, Nigeria
- Selenops scitus Muma, 1953 — Messico
- Selenops secretus Hirst, 1911 — Isole Seychelles
- Selenops shevaroyensis Gravely, 1931 — India
- Selenops siboney Alayón, 2005 — Cuba
- Selenops simius Muma, 1953 — Indie Occidentali britanniche, Cuba
- Selenops souliga Crews, 2011 — Piccole Antille
- Selenops spixi Perty, 1833 — Brasile, Uruguay, Argentina
- Selenops submaculosus Bryant, 1940 — Indie Occidentali
- Selenops sumitrae Patel & Patel, 1973 — India
- Selenops tenebrosus Lawrence, 1940 — Zimbabwe, Sudafrica
- Selenops tiky Corronca, 1998 — Venezuela
- Selenops tomsici Corronca, 1996 — Perù
- Selenops tonteldoos Corronca, 2005 — Sudafrica
- Selenops trifidus Bryant, 1948 — Isola di Navassa (mar dei Caraibi)
- Selenops vigilans Pocock, 1898 — Africa occidentale, centrale e orientale, Madagascar
- Selenops vinalesi Muma, 1953 — Cuba
- Selenops viron Corronca, 2002 — Kenya
- Selenops willinki Corronca, 1996 — Trinidad
- Selenops wilmotorum Crews, 2011 — Giamaica
- Selenops wilsoni Crews, 2011 — Giamaica
- Selenops ximenae Corronca, 1997 — Brasile
- Selenops zairensis Benoit, 1968 — Congo, Costa d'Avorio, Angola
- Selenops zuluanus Lawrence, 1940 — Zimbabwe, Botswana, Sudafrica
- Selenops zumac Corronca, 1996 — Brasile

## Siamspinops
Siamspinops Dankittipakul & Corronca, 2009
- Siamspinops allospinosus Dankittipakul & Corronca, 2009 — Thailandia
- Siamspinops aculeatus (Simon, 1901) — Malesia
- Siamspinops spinescens Dankittipakul & Corronca, 2009 — Malesia
- Siamspinops spinosissimus Dankittipakul & Corronca, 2009 — Thailandia
- Siamspinops spinosus Dankittipakul & Corronca, 2009 — Thailandia